# 拉斐爾·卡索
拉斐爾·聖地牙哥·卡索（英語：Rafael Santiago Casal，1985年8月8日—）是一名來自舊金山灣區的美國作家、演員、製片人和節目統籌。卡索的第一次電視亮相是在HBO的《Def Poetry Jam》三季節目中表演，並作為線上創作者，他的音樂、詩歌、網路短劇和政治評論在YouTube/Facebook上有數百萬次瀏覽。
他的戲劇作品使他在全國及全世界，在數百所大學和公共場所進行活動和藝術表演。卡索是紐約公共劇院BARS工作坊的共同創始人和藝術總監。

## 早期生活
卡索在加利福尼亞州柏克萊和奧克蘭長大。他在就讀柏克萊高中兩年後被開除，並通過一個替代性的獨立學習項目獲得畢業證書。卡索有愛爾蘭、西班牙和古巴血統。

## 職業生涯

### 詩歌
18歲時，卡索出現在HBO的《Def Poetry Jam》節目中。與此同時，他還在全國與YouthSpeaks進行巡迴演出、表演和教學。他是兩屆「Brave New Voice」詩歌大滿貫的冠軍。卡索在威斯康辛大學麥迪遜分校的第一屆口語和嘻哈藝術學習社區擔任三年的創意總監，同時在晚上就讀夜間部。

### 音樂
2010年7月，卡索和戴維德·迪格斯在他們與齊娜卡·霍奇共同創立的Getback Productions團隊下發布《The BAY BOY Mixtape》。卡索還發行了幾張個人專輯，如《As Good As Your Word》（2008年）、《Monster》（2009年）和《Mean Ones》（2012年）。2018年，卡索和迪格斯發行迷你專輯《Collin and Miles》，以配合他們的電影《盲點》

### 演藝
2018年，卡索和戴維德·迪格斯發布他們寫了10年的首部電影《盲點》。兩人撰寫、製作並主演這部電影，用詩句講述他們家鄉加州奧克蘭的故事。卡索也在《壞教育》、《上帝鳥》和《暗夜故事集》第二次復映中擔任配角。近期，卡索參與Netflix的系列紀錄片《Amend: The Fight for America》。卡索將在《First Sight》中完成他的電影導演處女作，這是一部科幻浪漫喜劇，講述主角為了尋找夢中人而陷入沉睡的故事。
2020年，卡索和迪格斯撰寫的電影《盲點》被證實將改編為同名喜劇劇集，卡索將擔任主演、導演、執行製作人，並擔任節目統籌。電視劇《盲點》講述珍絲敏·西凡斯·鍾斯在電影及電視劇中飾演的角色Ashley，在Miles意外入獄後，她在生活的起伏中游刃有餘。該劇被獅門電視選中，並將由Starz電視台發行。該劇於2021年6月11日在翠貝卡電影節進行全球首映。2021年6月13日，該劇在Starz和StarzPlay上開始播放。2021年10月，宣布Starz續訂了該劇的第二季。

## 影視作品
| 標題                                 | 種類         | 角色                  | 年份     | 備註                             |
| ------------------------------------ | ------------ | --------------------- | -------- | -------------------------------- |
| 《The Break Up》                     | 短篇電影     | 男孩                  | 2008     | 編劇                             |
| 《Ricochet in Reverse》              | 短篇電影     | Dylan Klebold         | 2010     |                                  |
| 《The Away Team》                    | 網路影集     | Cal                   | 2014     | 創作者、製片人、導演             |
| 《Mali Music: Beautiful》            | 電視電影     |                       | 2014     | 製片人                           |
| 《Frozen Hearts》                    | 短篇電影     |                       | 2015     | 製片人                           |
| 《盲點》                             | 電影         | Miles                 | 2018     | 共同製片人、共同編劇             |
| 《Rachel Dratch's Late Night Snack》 | 電視劇       | Elliot                | 2018     | 第二季第7集                      |
| 《Before the Fire》                  | 電影         |                       | 即將上映 | 製片人                           |
| 《Stucco》                           | 短篇電影     | Throne - Crowning Arm | 即將上映 |                                  |
| 《壞教育》                           | 電影         | Kyle Contreras        | 2019     |                                  |
| 《First Sight》                      | 電影         |                       | 即將上映 | 導演                             |
| 《暗夜故事集》                       | 電視迷你影集 | Mr. Top Hat           | 2019     |                                  |
| 《上帝之鳥》                         | 電視迷你影集 | 約翰·波普·庫克        | 2020     |                                  |
| 《盲點》                             | 電視劇       | Miles                 | 2021     | 執行製作人、導演、編劇、節目統籌 |
| 《洛基》                             | 電視劇       |                       | TBA      |                                  |